# Старий Диків
Старий Диків (пол. Stary Dzików) — село в Польщі, у гміні Старий Диків Любачівського повіту Підкарпатського воєводства. Розташоване за 13 км на північний захід від м. Олешичі. З 1975 по 1998 р. село адміністративно належало до Перемишльського воєводства. Село розташоване на Терногородському плато.
Населення — 1245 осіб (2011).

## Історія
Відоме з 1469 р., як власність родини Рамшів, а згодом — Сенявських, Чарторийських, Замойських і Тарновських. Діяла читальня «Просвіти», головою якої був о. Василь Чернецький, товариство «Сокіл», кооператива «Надія» і молочарня, 5-класна двомовна школа. Діяла дитяча захоронка (садок). Окремий хор при читальні «Просвіти» був організований молодим дяком Дмитром Напорою. Керівника «Просвіти» Юрія Каравацького і ще кількох хлопців польські шовіністи тяжко побили, а Михайла Скрипця прив'язали до коня і так волокли через село, поки не загинув..
Попри положення в глибині лісів, не оминули поселення татарські наскоки. У стародиківській церкві, що заснована в 1724 р. Адамом-Миколаєм Сенявським, сином гетьмана Миколи-Єроніма Сенявського, знаходився срібний хрест, жертвуваний місцевим священиком в 1673 р..
У середині вересня 1939 року німці окупували територію ґміни, але вже 26 вересня 1939 року мусіли відступити, оскільки за пактом Ріббентропа-Молотова вона належала до радянської зони впливу. Однак Сталін обміняв Закерзоння на Литву і на початку жовтня СРСР передав Старий Диків німцям.
Надалі поляки почали терор проти українців. У квітні 1943 поляки вбили Степана Пержила. 3.09.1944 поляки вбили 15-річного Григорія Денеку. 12.9.45 18 польських бандитів напали на село і вбили Михайла Гавришка. 6.05.1944 поляки вбили 10 поліцаїв української поліції станиці Старий Диків у присілку Витки-Мазарня коло с. Воля-Обшанська. 24.09.1945 польським військом убиті: 33-річний Василь Мархевка, 22-річний Дмитро Мудло, 17-річний Михайло Самагальський, 45-річний Знак Іван. Поляки багаторазово нападали і грабували українців. Загалом пограбовано 77 селян, зграбовано 37 корів, 64 коні, 67 голів дрібної рогатої худоби, 78 200 кг збіжжя. Українське населення внаслідок виселення українців у 1945 році в СРСР і депортації в 1947 році в рамках акції Вісла на понімецькі території Польщі вбите або вивезене зі своєї історичної батьківщини. Жителі села в рядах ОУН і УПА чинили опір етноциду.
У 1975—1998 роках село належало до Перемишльського воєводства.

## Пам'ятки
- Українська церква св. Димитрія (мурована, 1904 р., в неовізантійському стилі за проектом Федора Мельничука) з мурованою дзвіницею (на межі ХІХ-ХХ ст.). Церква побудована завдяки зусиллям настоятеля парафії — о. Василя Чернецького. Парафія належала до Чесанівського деканату Перемишльської єпархії.

Найдавніша церква в селі згадується в середині XVI ст. Попередниця теперішньої церкви була церква збудована у 1724 р. за кошти власника села — гетьмана великого коронного Адама Миколи Синявського. Вона була відновлена в 1873 р. (встановлено позолочений іконостас). Богослужіння в старій церкві проходили до часу освячення теперішньої церкви. Стара була розібрана. 16 вересня 1906 р. нову церкву освятив єпископ Костянтин Чехович — ординарій греко-католицької єпархії в Перемишлі.
Після виселення українців церква була залишена напризволяще (у 1950 р. була вже сплюндрована), згодом використовувалась як склад місцевого кооперативу. Внутрішнє оздоблення було знищене або розкрадене, декілька ікон авторства Йосипа Куриласа (1870—1951) з 1906—1911 рр., опинилося у музеї в Любачеві. У 2007 р. у диківській церкві відбувалися зйомки фільму Андрія Вайди «Катинь» (сцени в тюрмі).
- Парафіяльний костел св. Трійці (1781 р.), реставрований в 1896 р., добудований в 1937 р., відновлений у 1975 р.
- Синагога (XIX/XX) ст. розташована на вул. Цешановській (Cieszanowskiej), 17. Синагога збудована з цегли, має прямокутну форму. Під час Другої світової війни гітлерівці понищили синагогу. Після закінчення війни будівля синагоги використовувалася як будинок культури. У 1960-их роках переобладнали в кінотеатр, а з середини 1990-их років. — у занедбаному стані. В даний час лише частково збереглося оздоблення зовні, у вигляді збережених шаблонів, тепер замурованих високих напівкруглих вікон.
- Цвинтарі — християнський і єврейський. На північ від церкви — християнський цвинтар з бруснянськими пам'ятниками (нині в користуванні римо-католиків). Єврейський цвинтар виник у XIX ст. Мав площу 0,35 га. Був зруйнований німцями під час Другої світової війни. На ньому похований батько Іссака Бешевіса Зінгера (лауреата Нобелівської премії).

## Демографія
На 1 січня 1939 року в селі проживало 2 550 мешканців, з них 1 390 українців-грекокатоликів, 700 українців-римокатоликів, 360 євреїв і 100 поляків.
Демографічна структура станом на 31 березня 2011 року:
|          | Загалом | Допрацездатний вік | Працездатний вік | Постпрацездатний вік |
| -------- | ------- | ------------------ | ---------------- | -------------------- |
| Чоловіки | 633     | 106                | 469              | 58                   |
| Жінки    | 612     | 124                | 348              | 140                  |
| Разом    | 1245    | 230                | 817              | 198                  |